# 克頓道

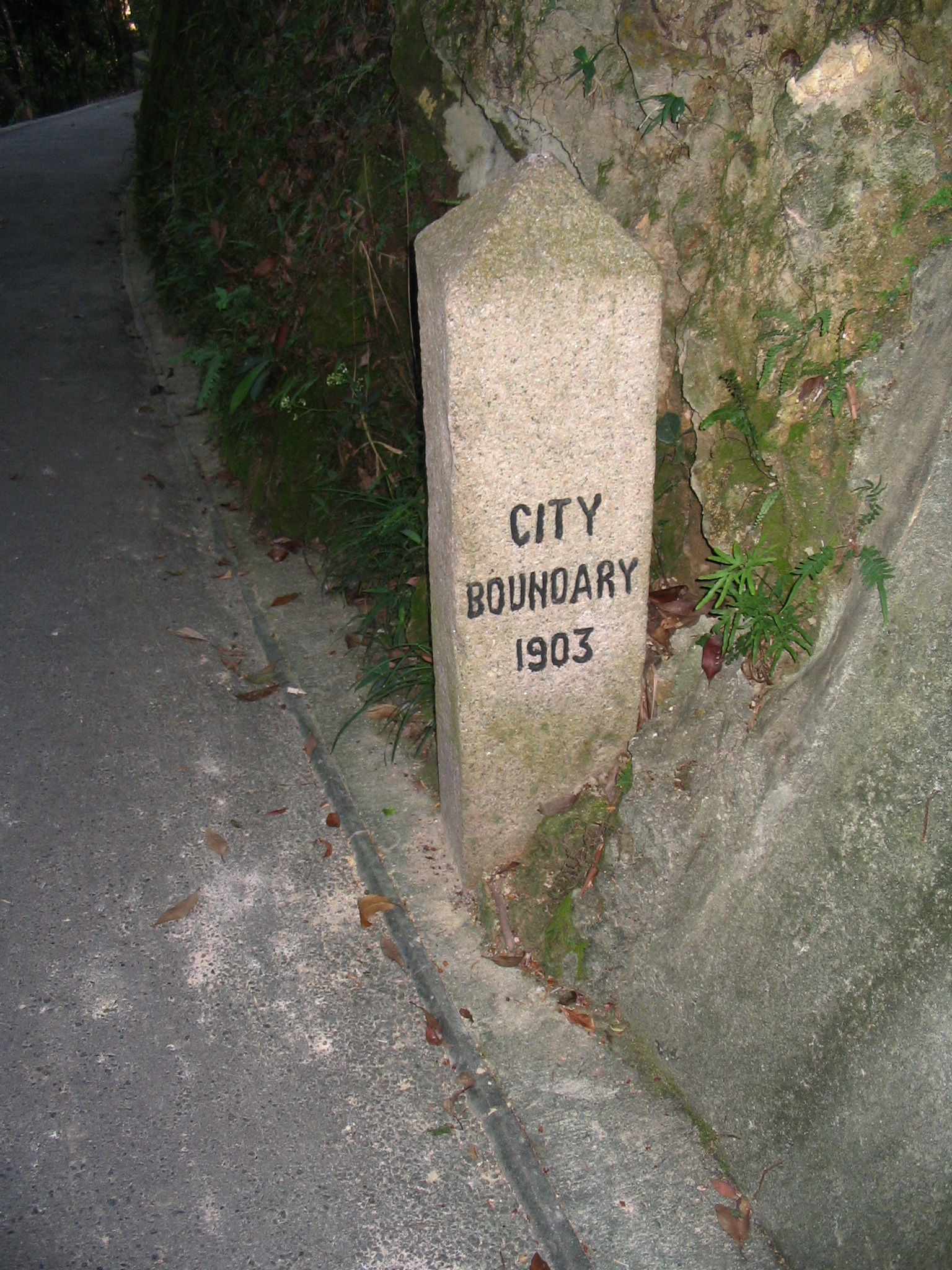
克頓道的維多利亞城界碑

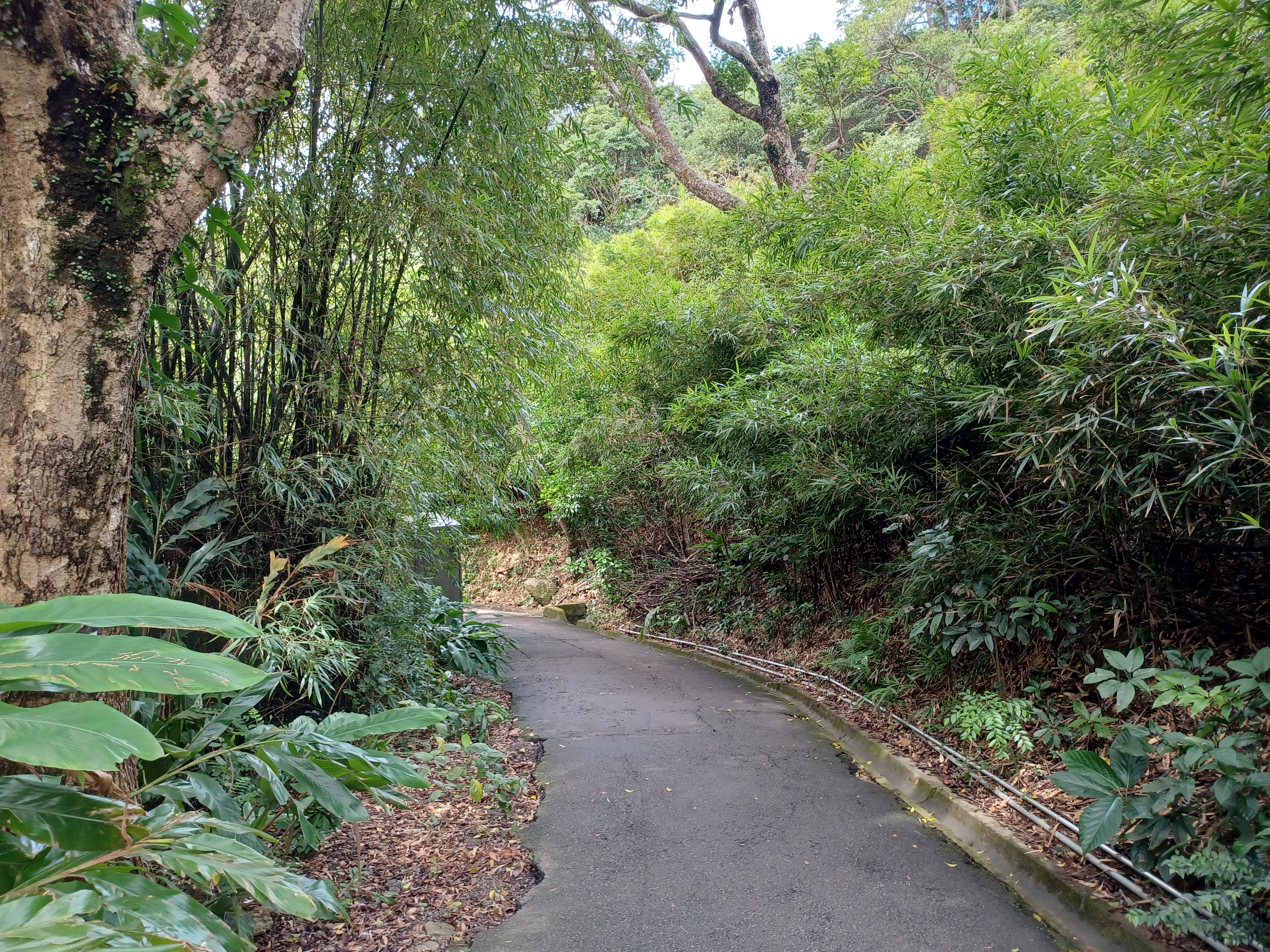
克頓道近夏力道

克頓道（英語：Hatton Road）是香港一條行人道路，位於香港島西部，連接西半山至太平山。克頓道始自香港大學本部以南大學堂，大學道與旭龢道、干德道交匯點。該處是新巴13號線的旭龢道終站，並且有小巴站於此。

## 簡介
克頓道全程是斜坡路，有特色街燈、沿途路標及郊遊地圖，中段途經龍虎山和林炮台。克頓道為龍虎山郊野公園及薄扶林郊野公園的分界線之一（本身不屬於郊野公園範圍）。克頓道的東南端位於扯旗山和西高山之間的山坳，建有西高郊遊區（臨時）。該處與盧吉道及夏力道相會，經這兩條環山道，都可以通往爐峰峽的山頂廣場及凌霄閣。
克頓道上有其中一塊維多利亞城界碑，位於克頓道距旭龢道400米左右附近。

## 克頓道食水配水庫
克頓道食水配水庫建於1908年，面積約540平方米，圍牆及地台由混凝土建造，並用紅磚鋪蓋圍牆內壁和建造支柱及拱形上蓋。2011年，克頓道食水配水庫被拆卸，並原址建造一個新的配水庫。

## 外部連結
维基共享资源上的相關多媒體資源：克頓道
1. ↑  . 香港01. 2021-01-07  [2021-06-10]. （原始内容存档于2021-01-15）.